# Maximum Overload (album, DragonForce)
Maximum Overload je šesté studiové album britské powermetalové hudební skupiny DragonForce. Vyšlo v srpnu 2014 skrze vydavatelství earMUSIC (Evropa) a Metal Blade Records (Severní Amerika). Produkoval ho Jens Bogren a nahrávalo se ve švédském studiu Fascination Street Studios v Örebru. Bylo to poprvé v historii kapely, kdy DragonForce nenahrávali album ve vlastním studiu a kdy si přizvali externího producenta.

## Seznam skladeb
| Pořadí         | Název                            | Hudba                     | Text                             | Délka |
| -------------- | -------------------------------- | ------------------------- | -------------------------------- | ----- |
| 1.             | The Game                         | Frederic Leclercq, Totman | Sam Totman, Marc Hudson          | 4:56  |
| 2.             | Tomorrow's Kings                 | Totman                    | Leclercq, Totman                 | 4:13  |
| 3.             | No More                          | Totman, Leclercq          | Leclercq, Totman, Vadim Pružanov | 3:50  |
| 4.             | Three Hammers                    | Totman, Leclercq          | Totman, Leclercq                 | 5:50  |
| 5.             | Symphony of the Night            | Leclercq, Totman          | Leclercq, Totman                 | 5:19  |
| 6.             | The Sun Is Dead                  | Leclercq                  | Leclercq                         | 6:34  |
| 7.             | Defenders                        | Leclercq, Totman          | Totman, Leclercq                 | 5:47  |
| 8.             | Extraction Zone                  | Totman, Leclercq          | Totman, Leclercq                 | 5:06  |
| 9.             | City of Gold                     | Leclercq, Totman          | Leclercq, Totman                 | 4:43  |
| 10.            | Ring of Fire (Johnny Cash cover) | Kilgore, Cash             | Merle Kilgore, June Carter Cash  | 3:15  |
| Celková délka: | Celková délka:                   | Celková délka:            | Celková délka:                   | 49:33 |

## Obsazení
- Marc Hudson – zpěv
- Herman Li – kytara, doprovodný zpěv
- Sam Totman – kytara, doprovodný zpěv
- Vadim Pružanov – klávesy, doprovodný zpěv
- Dave Mackintosh – bicí
- Frédéric Leclercq – basová kytara, doprovodný zpěv

Hosté
- Matt Heafy – zpěv na „Defenders“, „No More“ a „The Game“
- Clive Nolan – doprovodný zpěv
- Emily Ovenden – doprovodný zpěv